# Kærsgård Voldsted
Kærsgård Voldsted ligger ganske nær Horsens-Odder landevejen på det bakkehæld, som fra Hundslund By strækker sig mod øst ned mod Åkærdalen. 
Den firsidede borgbanke er ca. 3.5 m høj og er omgivet af en voldgrav og en svag ydervold. Det tilstødende ladegårdsanlæg er stærkt forstyrret af landevejens anlæggelse.
Udgravning har vist, at der på borgbanken har stået en kvadratisk bygning, hvis syld af kampesten er bevaret. Borgen er blevet ødelagt ved brand. Der er gjort møntfund på stedet, og den yngste mønt er fra Christoffer 2.`s tid. Sandsynligvis er borgen ødelagt før 1332.